# Michael Anderson (ruimtevaarder)
Michael Philip Anderson (Plattsburgh, 25 december 1959 – boven de staat Texas, 1 februari 2003) was een Amerikaans ruimtevaarder. Anderson zijn eerste ruimtevlucht was STS-89 met de spaceshuttle Endeavour en vond plaats op 23 januari 1998. Tijdens de missie werd het Russische ruimtestation Mir bezocht en werd er onderzoek gedaan.
Anderson maakte deel uit van NASA Astronautengroep 15. Deze groep van 19 ruimtevaarders begon hun training in 1994 en had als bijnaam The Flying Escargot.
Anderson verongelukte in 2003 tijdens STS-107 met de spaceshuttle Columbia. Planetoïde 51824 Mikeanderson werd naar hem vernoemd.